# Motutakapu
La isla Motutakapu (en inglés: Motutakapu Island) es un islote escarpado en el golfo Hauraki de Nueva Zelanda, situada a unos 5 km de la costa oeste de la península de Coromandel. Posee 120 m de largo por 60 m de ancho, y es el hogar de una colonia de alcatraces de Australasia por lo que ha sido identificada como un Área Importante para las Aves por la institución BirdLife International. Los estudios de cría de alcatraces en el siglo XX  mostraron un incremento de alrededor de 200 parejas en 1928 a 400 parejas en 1947, mientras que la evaluación de BirdLife se basó en estudios de 1980-1981 que muestran alrededor de 4500 parejas. 